# Martin Koukal
Martin Koukal (Nové Město na Moravě, 25 settembre 1978) è un ex fondista ceco, vincitore di varie medaglie olimpiche e iridate.

## Biografia
In Coppa del Mondo ha debuttato il 28 dicembre 1999 a Garmisch-Partenkirchen, subito ottenendo il primo podio (3°), e conquistato la prima vittoria il 9 dicembre 2007 a Davos.
In carriera ha preso parte a quattro edizioni dei Giochi olimpici invernali, Nagano 1998 (35° nella 10 km, 37° nell'inseguimento, 15° nella staffetta), Salt Lake City 2002 (20° nella 30 km, 10° nella sprint, 44° nell'inseguimento, 7° nella staffetta), Torino 2006 (7° nella 50 km, 15° nella sprint, 21° nell'inseguimento, 10° nella sprint a squadre, 9° nella staffetta) e Vancouver 2010 (18° nella 15 km, non conclude l'inseguimento, 6° nella sprint a squadre, 3° nella staffetta), e a sette dei Campionati mondiali, vincendo due medaglie.
Dal 2011 si è dedicata principalmente alla Marathon Cup, manifestazione svolta sotto l'egida della FIS che ricomprende gare su lunghissime distanze.

## Palmarès

### Olimpiadi
- 1 medaglia:
  - 1 bronzo (staffetta a Vancouver 2010)

### Mondiali
- 2 medaglie:
  - 1 oro (50 km a Val di Fiemme 2003)
  - 1 bronzo (sprint a squadre a Oberstdorf 2007)

### Mondiali juniores
- 2 medaglie:
  - 2 bronzi (30 km a Canmore 1997; 10 km a Pontresina 1998)

### Coppa del Mondo
- Miglior piazzamento in classifica generale: 23º nel 2003
- 6 podi (2 individuali, 4 a squadre[1]):
  - 1 vittoria (a squadre)
  - 1 secondo posto (individuale)
  - 4 terzi posti (1 individuale, 3 a squadre)

#### Coppa del Mondo - vittorie
| Data            | Località | Nazione  | Spec.                                                |
| --------------- | -------- | -------- | ---------------------------------------------------- |
| 9 dicembre 2007 | Davos    | Svizzera | 4x10 km (con Milan Šperl, Lukáš Bauer e Martin Jakš) |

#### Coppa del Mondo - competizioni intermedie
- 1 podio di tappa:
  - 1 terzo posto

### Marathon Cup
- Miglior piazzamento in classifica generale: 3º nel 2014
- 4 podi:
  - 1 vittoria
  - 2 secondi posti
  - 1 terzo posto

#### Marathon Cup - vittorie
| Data             | Gara             | Località | Nazione   | Spec.       |
| ---------------- | ---------------- | -------- | --------- | ----------- |
| 25 febbraio 2012 | Finlandia-hiihto | Lahti    | Finlandia | 50 km TC MS |

Legenda:

TC = tecnica classica

MS = partenza in linea